# Tokyo Indoor 1991
Il Tokyo Indoor 1991 è stato un torneo di tennis giocato sintetico indoor. È stata la 14ª edizione del Tokyo Indoor, che fa parte della categoria Championship Series nell'ambito dell'ATP Tour 1991. Si è giocato a Tokyo in Giappone dal 7 al 13 ottobre 1991.

## Campioni

### Singolare maschile
Stefan Edberg ha battuto in finale  Derrick Rostagno con il punteggio di 6–3, 1–6, 6–2

### Doppio maschile
Jim Grabb /  Richey Reneberg hanno battuto in finale  Scott Davis /  David Pate con il punteggio di 7–5, 2–6, 7–6